# Les Ours et les Abeilles
Pour plus de détails, voir Fiche technique et Distribution.
Les Ours et les Abeilles (The Bears and the Bees) est un court métrage d'animation américain de la série Silly Symphonies réalisé par les studios Disney et sorti au cinéma le 9 juillet 1932.

## Synopsis
Deux oursons s'éloignent de leur mère assoupie. Alors qu'ils mangent des baies, un grizzly les chasse de l'arbre à fruit. Ils poursuivent ensuite des abeilles jusqu'à un tronc creux et tentent de manger le miel. Le grizzly ayant suivi les oursons vient à son tour chercher le miel mais les abeilles le prennent en chasse, laissant les oursons profiter du liquide doré.

## Fiche technique
- Titre original : The Bears and the Bees
- Titre français : Les Ours et les Abeilles
- Série : Silly Symphonies
- Réalisation : Wilfred Jackson
- Animation[1] : Albert Huerter, Dick Lundy, Frenchy de Trémaudan, Jack King, Les Clark, Clyde Geronimi
  - Équipe de Ben Sharpsteen : Dick Williams, Marvin Woodward, Fred Spencer, Harry Reeves, Johnny Cannon, Chuck Couch
  - Équipe de David Hand : Charles Hutchinson, Fred Moore, Frank Tipper, Joe D'Igalo, Hardie Gramatky
- Musique : Frank Churchill[1]
- Production : Walt Disney
- Société de production : Walt Disney Productions
- Société de distribution : United Artists
- Pays de production :  États-Unis
- Langue : anglais
- Format : noir et blanc - 35 mm - 1,37:1 - son mono
- Durée : 6 min 18 s
- Dates de sortie : 
  - États-Unis : 9 juillet 1932 (sortie nationale)[2] ; 2 mars 1934 (New York) ;
  - France : ?

## Commentaires
Le copyright a été déposé le 24 juin 1932. La première a New York n'a eu lieu que deux ans plus tard, du 2 au 8 mars 1934 au Roxy de New York en première partie de The Ninth Guest de Roy William Neill. Cela est dû à la banqueroute du cinéma le Roxy en juin 1932 qui avait les droits de distribution du film. La programmation du film fut d'abord repoussée à août 1932 mais elle dut attendre la réouverture de la salle, deux ans plus tard.